# Orde del Lleó d'Or de la Casa de Nassau
L'Orde del Lleó d'Or de la Casa de Nassau (en francès: Ordre du Lion d'Or de la Maison de Nassau: en neerlandès: Huisorde van de Gouden Leeuw van Nassau) és un orde de cavalleria compartit per les dues branques -l'otoniana i la Walram- de la Casa de Nassau.
A la línia Walram, l'orde del Lleó d'Or de la Casa de Nassau és el més alt honor del Gran Ducat de Luxemburg. Es podrà ser adjudicada a sobirans estrangers, prínceps de les cases sobiranes, i caps d'Estat pel servei meritori a Luxemburg i al Gran Duc.
La línia otoniana de l'orde, és una orde de la casa dinàstica holandesa Casa d'Orange-Nassau, és atorgada com un regal personal pel Rei dels Països Baixos. En aquest cas, l'honor és conferit a una persona que hagi prestat servei especial a la Casa Reial.

## Història

### 1858-1892
L'orde va ser fundada pel Gran Ducat el 31 de març de 1858 al pel decret del rei-Gran Duc Guillem III. La condecoració va ser creada per ser compartida entre ambdues branques de la Casa de Nassau, en virtut de l'acord entre Guillem, rei dels Països Baixos i Adolf, duc de Nassau i el futur Gran Duc de Luxemburg. L'ordre originàriament incloïa un sol un grau, augmentant-se a quatre per Guillemm III el 1873: 
- Gran Creu
- Gran Oficial
- Oficial
- Cavaller

El rang més (inferior) de Comandant va ser introduït el 1882.

### 1892-present
Cap dels canvis realitzats per Guillemm III van ser confirmats per Adolf, amb qui se suposava que havien de ser compartits, i Adolf es va oposar a algun dels nous graus. Quan Guillem va morir sense un hereu baró, el Gran Ducat de Luxemburg va passar a Adolf, segons el dictat pel Pacte de Família de Nassau. Dos anys més tard, es van suprimir els graus que Guillem havia creat unilateralment i, avui dia, la condecoració només ha mantingut un grau, és a dir, la de Cavaller. El 1905, Adolf va estar d'acord amb la reina Guillermina dels Països Baixos, una vegada més, en compartir l'orde entre ambdues branques governants de la Casa de Nassau.
L'actual rei Guillem Alexandre dels Països Baixos, així com l'Enric I de Luxemburg són Grans Mestres conjunts de l'Orde del Lleó d'Or de Nassau.
En rares ocasions, l'orde es concedeix alhora tant als Països Baixos com a Luxemburg. Per exemple, els dos Grans Mestres van atorgar al president sud-africà Nelson Mandela el rang de cavaller durant la seva visita d'Estat el 1999 als Països Baixos.

## Insígnia
El cavaller condecorat porta la insígnia en una faixa a l'espatlla dreta, i l'estrella de l'orde al pit esquerre.
- La insígnia de l'orde és una Creu de Malta daurada esmaltada en blanc, amb or del monograma de "N" entre els braços de la creu. El disc central anvers és en esmalt blau, on es troba el Lleó d'Or de la Casa de Nassau. El disc central invers està també esmaltat blau, amb el lema Je maintiendrai en or.
- La placa és una estrella de 8 puntes amb els raigs de plata rectes; el mateix anvers de la insígnia d'identificació de l'ordre apareix en el centre, envoltat pel lema Je maintiendrai en lletres daurades sobre esmalt blanc.
- La cinta de l'ordre és de color groc-ataronjat moaré amb una petita franja blava en cada vora.

## Criteris d'adjudicació
Distincions d'honor del Gran Ducat de Luxemburg:
L'Orde del Lleó d'Or de la Casa de Nassau pot conferir-se als sobirans i els prínceps de les cases sobiranes i, avui dia, també als caps d'Estat, per serveis meritoris al Gran Duc i al país. La concessió de la insígnia es porta a terme pel Gran Duc o el seu representant oficial especialment designat. S'atorga d'acord amb el cap de la branca otoniana de la Casa de Nassau (Països Baixos).

### Prínceps i princeses de la Casa de Nassau
Els prínceps -germans i fills de les dues línies de la Casa de Nassau- neixen cavallers de l'orde. L'any 1984, la reina Beatriu i el Gran Duc Joan van fer un acord en què les princeses -filles dels caps de la Casa de Nassau- reben l'orde a la majoria d'edat -18 anys-. Alexandra de Luxemburg la va rebre en el seu aniversari el 16 de febrer de 2009. I ara que el rei Guillem Alexandre dels Països Baixos és el cap de la branca holandesa, les seves filles Caterina Amàlia d'Orange, la princesa Alèxia dels Països Baixos i la princesa Ariadna dels Països Baixos també tindran dret a rebre-la en el seu aniversari número 18.